# Гэлбрейт, Нил
Нил Гэ́лбрейт (англ. Neil Galbraith) — австралийский кёрлингист.
В составе мужской сборной Австралии участник чемпионата мира 1993 (заняли шестое место) и Тихоокеанского чемпионата 1992 (стали чемпионами). Чемпион Австралии среди мужчин (1992). В составе мужской сборной ветеранов Австралии участвовал в двух чемпионатах мира (лучший результат — тринадцатое место в 2003).

## Достижения
- Тихоокеанско-азиатский чемпионат по кёрлингу: золото (1992).
- Чемпионат Австралии по кёрлингу среди мужчин: золото (1992).

## Команды
| Сезон   | Четвёртый     | Третий       | Второй       | Первый         | Запасной     | Турниры                      |
| ------- | ------------- | ------------ | ------------ | -------------- | ------------ | ---------------------------- |
| 1991—92 | Хью Милликин  | Том Кидд     | Джеральд Чик | Брайан Джонсон | Нил Гэлбрейт | ЧАМ 1992                     |
| 1992—93 | Хью Милликин  | Том Кидд     | Джеральд Чик | Брайан Джонсон | Нил Гэлбрейт | ТАЧ 1992 · ЧМ 1993 (6 место) |
| 2002—03 | Lloyd Roberts | Нил Гэлбрейт | Jim Oastler  | Richard Leggat |              | ЧМВ 2003 (13 место)          |
| 2004—05 | Lloyd Roberts | Том Кидд     | Jim Oastler  | Нил Гэлбрейт   |              | ЧМВ 2005 (19 место)          |

(скипы выделены полужирным шрифтом)